# Trompeterallee 28 (Mönchengladbach)

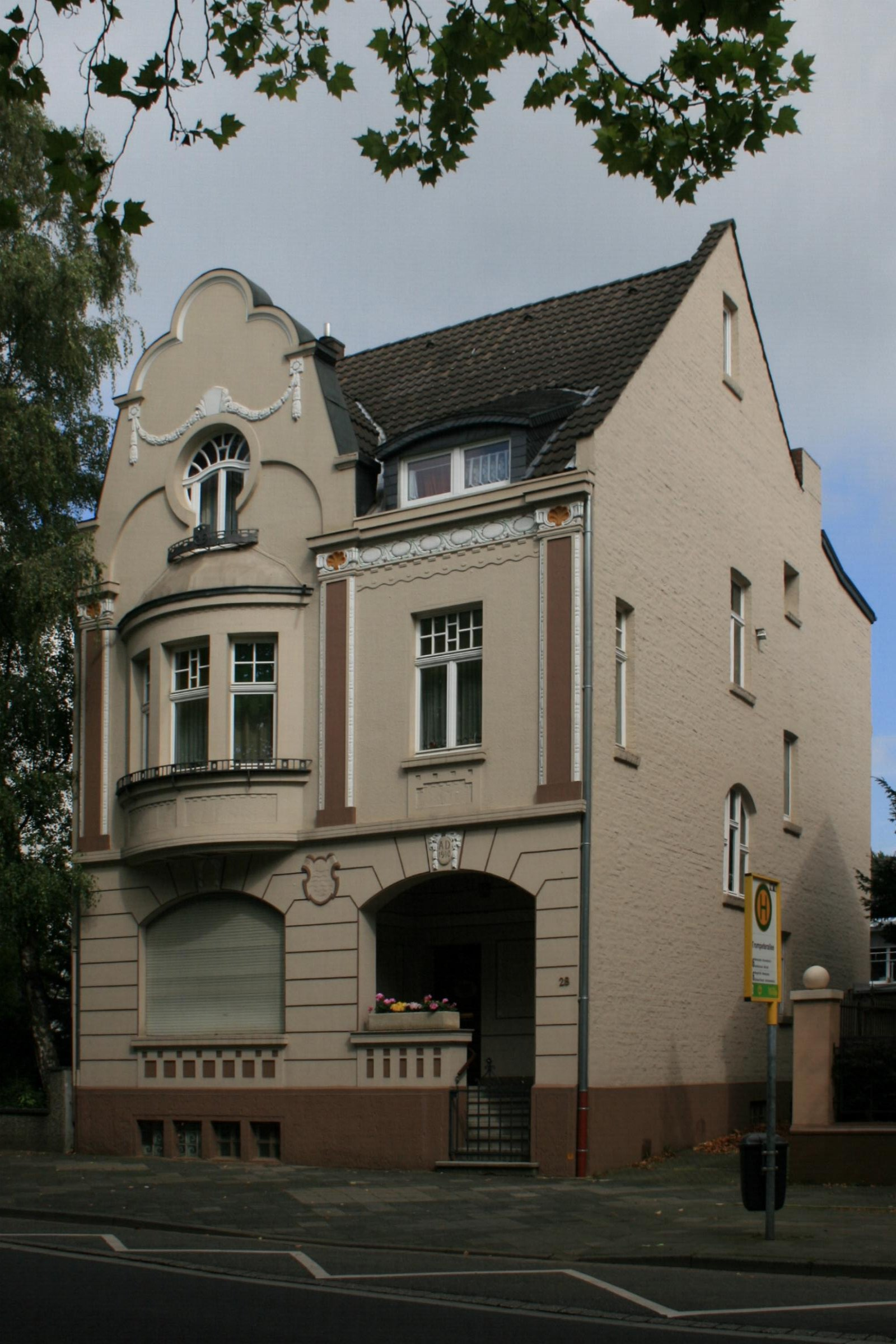
Wohnhaus (2010)

Das Wohnhaus Trompeterallee 28 steht im Stadtteil Wickrath in Mönchengladbach (Nordrhein-Westfalen).
Das Gebäude wurde vor 1910 erbaut und unter Nr. T 016 am 24. Juni 1992 in die Denkmalliste der Stadt Mönchengladbach eingetragen.

## Lage
Das Haus liegt in der Trompeterallee, die im Zuge der barocken Umgestaltung des Schlosses Wickrath (1746–1772) als Verbindungsstraße zum Wickrather Busch angelegt wurde und heute die Poststraße mit der Hochstadenstraße verbindet. 

## Architektur
Bei dem Objekt handelt es sich um ein traufständiges, zweigeschossiges und zweiachsiges  Backsteinhaus unter Schweifgiebel in der linken Haushälfte über Erker. Das Gebäude ist aus städtebaulichen und architektonischen Gründen als Denkmal schützenswert.